# Fænø
Fænø är den största privatägda ön i Danmark.   Den ligger i Region Syddanmark, i den centrala delen av landet, 180 km väster om Köpenhamn. Arean är 3,9 kvadratkilometer och det bor en person på ön (2020).
Terrängen på Fænø är mycket platt. Öns högsta punkt är 36 meter över havet. Den sträcker sig 3,0 kilometer i nord-sydlig riktning, och 2,6 kilometer i öst-västlig riktning.